# Pipiler

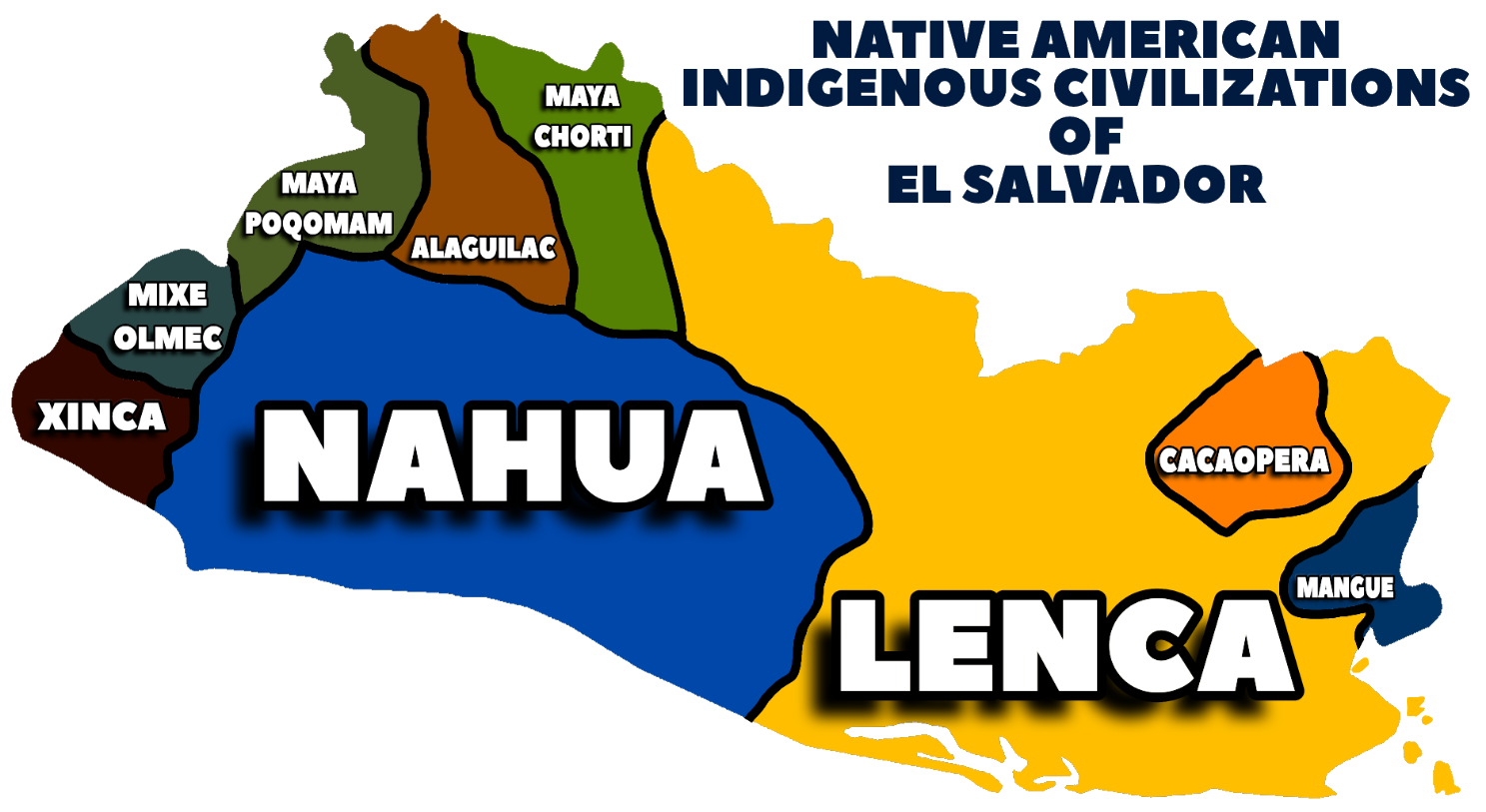
Karta som visar ursprungsfolk i El Salvador.

Pipiler eller cuzcatlecer är en ursprungsbefolkning i västra El Salvador, som sägs härstamma från azteker och tolteker. De lever huvudsakligen i Sonsonate, särskilt i Nahuizalco och i Izalco och i områden nära Guatemala. Grupper har även funnits i Guatemala men idag tycks det bara vara i El Salvador. Uppgifter om hur många pipiler som finns varierar. Om man endast ska räkna in dem som fortfarande talar språket nahuat sägs det vara mellan 200 och 2000. Räknar man även in spansktalande blir det fler. En siffra som nämnts är 11 000 och 12 000. En stor del av El Salvadors befolkning säger sig dock härstamma från pipilerna.

## Språk
Språket pipil, eller nahuat (nawat), är ett av de sydliga uto-aztekiska språken och ofta räknas det också som ingående i språkfamiljen nahuatl. Det är endast ett fåtal individer idag som talar språket och det förekommer endast i vissa landsbygdsområden. När språket används sker det med enstaka fraser. De som fortfarande talar språket bor huvudsakligen i Cuisnahuat och Santo Domingo de Guzmán. Campbell uppskattade att det endast fanns 200 personer som talade pipil 1985 men i officiella rapporter har uppgett så många som 2000 talare. Gordon rapporterade endast 20 individer 1987. Det exakta antalet talare är svårt att fastställa eftersom pipilerna har varit förtryckta i historisk tid och under perioder har människor inte velat använda språket för att inte visa sitt ursprung.

## Namnfrågan
Pipil är den vanligast förekommande termen i antropologisk och lingvistisk litteratur. Ordet kommer från det nära besläktade nahuatlordet -pil vilket betyder "son, pojke". Arkeologen William Fowler konstaterar att pipil kan översättas som "adlig (eng: noble)" och menar att den invaderande spanjorerna och deras allierade bland ursprungsbefolkningen använde benämningen för den styrande eliten. Det var således, enligt Fowler, först senare som "pipil" associerades med folket som helhet. I folkmun i El Salvador brukar dock termen pipil översättas till "barnslig" och inspirerades av den enkla formen av Nahuatl som talas av de människor som bor på avstånd från kärn civilisationen i Mexiko.

## Utvandringen från Mexiko
Pipilerna härstammar från flera olika grupper som på 1100-talet lämnade nuvarande Mexikos centrala högland och den mexikanska kusten via Tehuantepecnäset. De migrerade för att undkomma flera perioder av torka som drabbade de centrala delarna av nuvarande Mexiko, och de sökte även undkomma de sociala och politiska förhållanden vid tiden, inte minst toltekernas välde. De tog med sig flera platsnamn och forskare har länge noterat de många parallellerna när man jämför namnen på platser i Mexiko med Centralamerika. Städerna Sonsonate och Ahuachapán utvecklades vid denna tid ur pipilsamhällen som blev stadsstater. Vid tiden för den spanska invasionen har antalet pipiler i El Salvador beräknats vara en miljon och ytterligare 100 000 fanns i Guatemala. 

## Spanjorerna erövring av pipilerna och Cuzcatlán

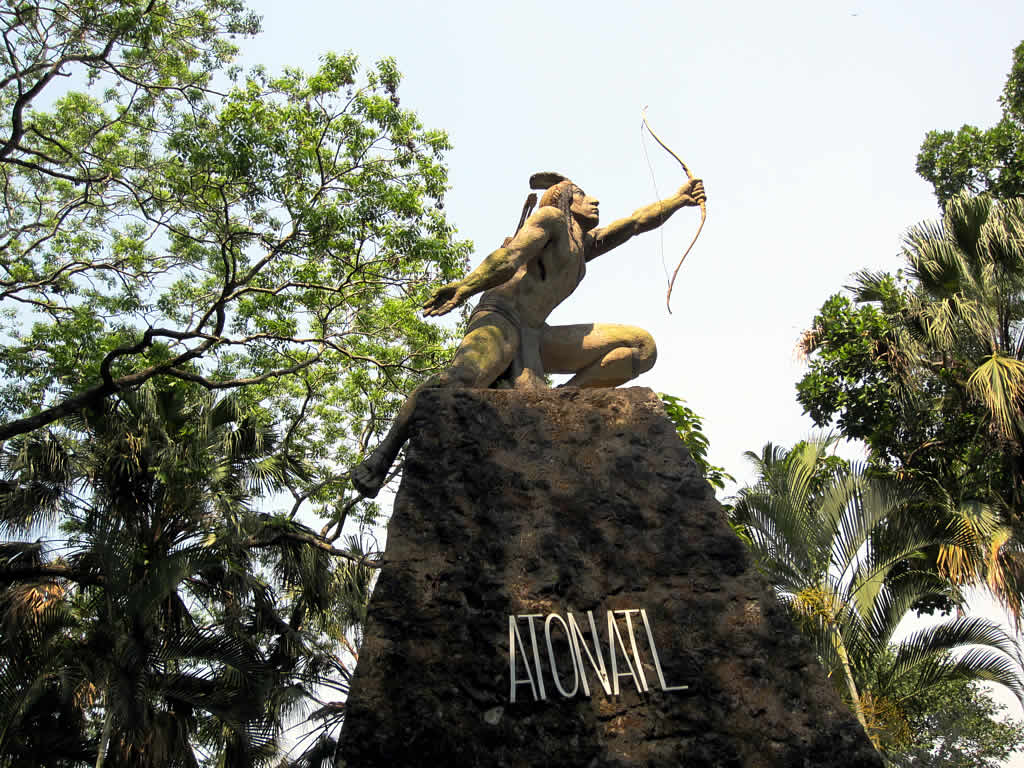
Statue i Atecozol-parken i Izalco, El Salvador, til ære for Pipil-krigeren Atonatl som såret den spanske conqueror Pedro de Alvarado i 1524 slaget.

I början av 1500-talet trängde de spanska conquistadorerna in i Centralamerika från Mexiko. Vid denna tid kallades pipiernas stat Cuzcatlán och täckte centrala och västra El Salvador. Efter att ha besegrat Mayastadsstaterna i höglandet, dels genom strid och dels genom att förena sig med dem, ville spanjorerna expandera och även kontrollera pipilerna och stadsstaten Cuzcatlán. Pedro de Alvarado, en av Hernán Cortés löjtnanter, ledde den första spanska invasionen i juni 1524. Med sig hade Alvarado tusentals Mayaallierade, vilka länge varit rivaler till Cuzcatlán om kontrollen av den stora kakaoproduktionen. Pipilarmén mötte den spanska invasionen i två stora slag, men besegrades och blev tillintetgjorda av spanjorerna överlägsna vapen och senare av sjukdomar. De överlevande pipilstyrkorna flydde upp i bergen, där de upprätthöll ett gerillakrig mot spanjorerna som hade fortsatt att ockupera staden Cuscatlán. Spanjorerna hade problem med gerillakrigen och Alvarado plågades dessutom av ett sår i sitt ben efter en pil som träffat honom under den första striden. Spanjorerna drog sig tillbaks till Mayastäderna i Guatemala. Två efterföljande spanska expeditioner krävdes för att uppnå Cuzcatláns fullständiga nederlag: en år 1525 och en annan år 1528.

## Försörjning och ekonomi
Traditionellt har pipilerna försörjt sig som bönder, jägare, fiskare, vävare, handlare och krigare. Jordbruket grundades på de utbredda mesoamerikanska grödorna majs, bönor, squash och chili. Andra viktiga grödor var tomater, jordnötter, avokado och amarant. De viktigaste kommersiella jordbruksprodukterna var kakao (choklad) och bomull.
Jägarna och fiskarna byten försåg pipilerna med både mat och råvaror. De mest framträdande bytesdjuren inkluderade vitsvanshjortar, bomullssvanskaniner, tapirer och navelsvin. Föremål tillverkades av djurskinn, fjädrar, ben och snäckskal. Före en jakt skulle en hjort offras och hjärtat brändes med gummi till gudarna. En av deras jaktmetoder var att skapa en krets av eld i skogen och driva djuren till ett ställe i mitten. Där skulle de döda sitt byte med klubbar och pilar. Förutom jakt var fisket också ett viktigt sätt att säkra mat. Sjöarna och floderna var rikliga med fisk som vanligen togs med nät.
Kvinnorna spann och vävde bomullstyg som de sedan sydde kläder av. De färgade tygerna med hjälp av växter och mineraler. Bland annat använde de indigo, som gav en blå färg. Rött fick de fram genom att krossa en typ av gråsugga.
Ett livaktigt nätverk av marknadsplatser hölls igång av professionella köpmän som köpte och sålde livsmedel, kläder och andra föremål. Dessa marknader finns omnämnda i spanska dokument från den tidiga koloniala perioden. Samma handlingar återger vilka grödor och varor som producerades och sedan blev handelsvaror.

## Carl Vilhelm Hartman och pipilerna
Under sina resor 1896-1899 tillbringade svensken Carl Vilhelm Hartman över ett års tid med pipilerna. Han tog bilder och samlade in föremål och hans samlingar finns på Etnografiska museet, Stockholm.
Hartmans första intryck var ett välfungerande och välordnat samhälle. Han vittnar dock om att han hade svårt att vinna pipilernas förtroende och att de var ytterst motvilliga till att utsättas för han antropometriska undersökningar men också att sälja föremål till honom. Han tog fram en ordlista för språket som han konstaterade var på väg att dö ut. Hartman skrev att det vid tiden fanns 100 000 azteker i västra Salvador. Ca en fjärdedel av dessa talade fortfarande språket men antalet minskade hela tiden. Vidare dokumenterade han deras jordbruk, biodlingar och husdjurshållning. Han samlade in bland annat korgarbeten och textilarbeten. Under insamlingsarbetet fick han ofta förlita sig på sin tolk, José Beltran. Vid framställning av korgar och mattor använde pipilerna ett halvgräs som de kallade tule och som de färgade och flätade. Vävkonsten var på väg att helt utkonkurreras av spanjorernas produkter och bomull odlades inte längre. Det enda i stort sett som fortfarande tillverkades var så kallade kvinnobälten.